# جون ويلسون (لاعب غولف)
جون ويلسون (بالإنجليزية: John Wilson)‏ هو لاعب غولف أمريكي، ولد في 23 فبراير 1959 في سيريس في الولايات المتحدة.

## وصلات خارجية
- جون ويلسون على موقع رابطة لاعبي الغولف المحترفين (الإنجليزية)
- جون ويلسون على موقع التصنيف العالمي الرسمي للغولف (الإنجليزية)